# Bonbee!
Bonbee!（ボンビー!）は、株式会社ビジュアルアーツによる、アダルトゲームのブランドであり、1991年にビジュアルアーツ創業と同時に設立された。
Scramble Heart以降新作が発売されておらず、20周年を迎えた現在もサイト更新なし。
設立当初はボンびぃボンボン!という名前だったが、1999年に現在のブランド名に変更した。

## 沿革

### 設立
電材商社の一社員だった馬場隆博は、自宅に届いた成人向けのダイレクトメールを見てアダルトの分野に興味を持つようになった。さらに、友人のUYE!からアダルトゲームの存在を知らされたことをきっかけにアダルトゲームの制作をはじめ、デビュー作である『しぇいくしぇいく!』を作り上げた。
『しぇいくしぇいく!』の売れ行きは好調だったものの、同時期に発生した沙織事件のあおりを受けて販売中止を余儀なくされた。
その後、アダルト要素の薄い『うるま』を発売し、事件が沈静化した1992年暮れに『しぇいくしぇいく!1・2 完璧版』と『ヌーク 〜あばかれた陰謀〜』を発売した。
馬場は『ヌーク 〜あばかれた陰謀〜』が売れた理由について「だって業界みんなが腰が引けてエロゲー作ってなかったから。僕は事件の内容を調べて検挙がわいせつ物というくくりだと知ったから。これなら大丈夫だと自信があったんです。」と電ファミニコゲーマーとのインタビューの中で振り返っている。
その後、馬場はゲーム制作に時間がかかることを非効率的だと考え、『美少女ハンターずっこんX』を発売した後にブランドのフランチャイズ化事業に乗り出した。

## 作品一覧

### ボンびぃボンボン!
- 1991年12月 - しぇいくしぇいく!
- 1992年3月 - うるま
- 1992年11月 - ヌーク 〜あばかれた陰謀〜
- 1992年12月 - しゃいくしぇいく 1・2　完璧版
- 1993年4月 - 美少女ハンターずっこんＸ
- 1993年12月 - ヌーク2
- 1994年1月 - 不揃いのレモン
- 1994年5月 - サークルメイト
- 1994年12月 - ヌーク3
- 1995年4月 - Ribbon
- 1995年9月 - たまご料理
- 1997年12月 - 朧月都市
- 1998年4月 - 護人
- ボンびいボンボン!原画集 - ISBN 4773007524

### Bonbee!
- 1999年11月5日 - Ribbon2
- 2003年5月2日 - ALMA〜ずっとそばに…〜
  - 2004年11月26日 - ALMA〜ずっとそばに…〜 Complete Edition
- 2006年2月24日 - ぐろぶら〜Grow up Bride〜
- 2007年5月25日 - Scramble Heart